# Sture Fronæus
Sture Adolf Fronæus, född 5 oktober 1916 i Borås, Älvsborgs län, död 7 november 2009 i Lunds Allhelgonaförsamling, Lund, Skåne län, var en svensk kemist. 
Fronæus disputerade 1948 vid Lunds universitet  där han från 1958 var professor i kemi och 1964–1982 var professor i oorganisk kemi. Han var 1962–1964 inspektor i Västgöta nation. Han blev 1954 ledamot av Fysiografiska sällskapet i Lund och 1974 ledamot av Vetenskapsakademien. Sture Fronæus är begravd på Norra kyrkogården i Lund.